# Осогово (залив)
Осогово (на английски: Osogovo Bay) е залив на протока Мортън, ограден от южния бряг на остров Ръгед, от остров Астър и от западния бряг на полуостров Байърс, южно от нос Лагер на остров Ливингстън от Южните Шетландски острови в Антарктика. Входът му е между нос Бенсън на северозапад и Дяволския нос на югоизток, ширината му е 6,3 км, вдава се навътре на 4 км.
Наименуван е на областта Осогово в Западна България.

## Местоположение
Географски координати на залива Осогово: 62°39′05″ ю. ш. 61°11′42″ з. д. / 62.651389° ю. ш. 61.195° з. д.

## Картографиране
Картографирането е британско от 1968 година, чилийско от 1971 година, аржентинско от 1980 година, испанско от 1992 година и българско от 2005 и 2009 година.

## Карти
- South Shetland Islands. Scale 1:200000 topographic map No. 5657. DOS 610 – W 62 60. Tolworth, UK, 1968.
- Islas Livingston y Decepción.  Mapa topográfico a escala 1:100000.  Madrid: Servicio Geográfico del Ejército, 1991.
- Península Byers, Isla Livingston. Mapa topográfico a escala 1:25000. Madrid: Servicio Geográfico del Ejército, 1992. (Map image on p. 55 of the linked study)
- L.L. Ivanov et al. Antarctica: Livingston Island and Greenwich Island, South Shetland Islands. Scale 1:100000 topographic map. Sofia: Antarctic Place-names Commission of Bulgaria, 2005.
- L.L. Ivanov. Antarctica: Livingston Island and Greenwich, Robert, Snow and Smith Islands. Scale 1:120000 topographic map.  Troyan: Manfred Wörner Foundation, 2009. ISBN 978-954-92032-6-4
- Antarctic Digital Database (ADD). Scale 1:250000 topographic map of Antarctica. Scientific Committee on Antarctic Research (SCAR), 1993–2016.